# Devils Wrocław
Die Devils Wrocław waren ein polnisches American-Football-Team aus Breslau.

## Geschichte
Gegründet wurde das Team 2005 als American-Football-Abteilung des Sportvereins Baseball Wrocław. Der Beitritt zur polnischen Liga PLFA erfolgte 2007. Im gleichen Jahr erfolgte auch die Eintragung als eigenständiger Sportverein.
Im Jahr 2008 scheiterte das Team im Halbfinale an den Pomorze Seahawks. In der Saison 2009 startet das Team auch in dem neugegründeten europäischen EFAF Challenge Cup. Im Jahr 2010 gewannen die Devils das Finale um die polnische Meisterschaft (Polish Bowl) gegen den Lokalrivalen The Crew Wrocław. Nach dem Polish Bowl im Jahr 2011, den die Devils gegen The Crew mit 26:27 verloren, wurde eine Fusion der Devils und The Crew zu einem neuen Verein, den Giants Wrocław, beschlossen. Dennoch blieben die Devils noch zwei weitere Jahre bestehen, konnte aber nicht mehr ins Endspiel einziehen.